# ميغيل أنخيل روجاس
ميغيل أنخيل روجاس (بالإسبانية: Miguel Ángel Rojas)‏ هو مصور كولومبي، ولد في 1946.